# Абдишо
Абдишо (Эбед Иешу; арм. Աբդիսո՛յ Աբդիշո՛յ, греч. Απτισώ из сир.) (? — 1318) — сирийский писатель, несторианский богослов, митрополит Нисибиса. Составил сирийскую библиографию Священного Писания, греческих и сирийских отцов Церкви. Философско-богословское сочинение «Жемчужина», подражание макамам аль-Харири «Рай Эдемский», также наполненное богословским содержанием. Написал новую редакцию Кормчей книги и свод церковного права. Был активным противником ересей и догматизма.